# The Under-Sheriff
The Under-Sheriff er en amerikansk stumfilm fra 1914 af George Nichols.

## Medvirkende
- Roscoe Arbuckle.
- George Nichols.
- Minta Durfee.
- Alice Davenport.
- Bert Hunn.